# Feliniopsis confundens
Feliniopsis confundens là một loài bướm đêm trong họ Noctuidae.